# Gabriel Landeskog
Gabriel Ingemar John „Gabe“ Landeskog (* 23. November 1992 in Stockholm) ist ein schwedischer Eishockeyspieler. Seit Oktober 2011 spielt er für die Colorado Avalanche in der National Hockey League (NHL), die ihn im NHL Entry Draft 2011 an zweiter Position ausgewählt hatten. Mit dem Team, das er bereits seit 2012 als Mannschaftskapitän anführt, gewann der rechte Flügelstürmer in den Playoffs 2022 den Stanley Cup. Zudem wurde er 2012 mit der Calder Memorial Trophy als bester Neuprofi (Rookie) ausgezeichnet. Auf internationaler Ebene gewann er mit der schwedischen Nationalmannschaft bei den Weltmeisterschaften 2013 und 2017 die Goldmedaille.

## Karriere

### Anfänge in Schweden, Ontario Hockey League

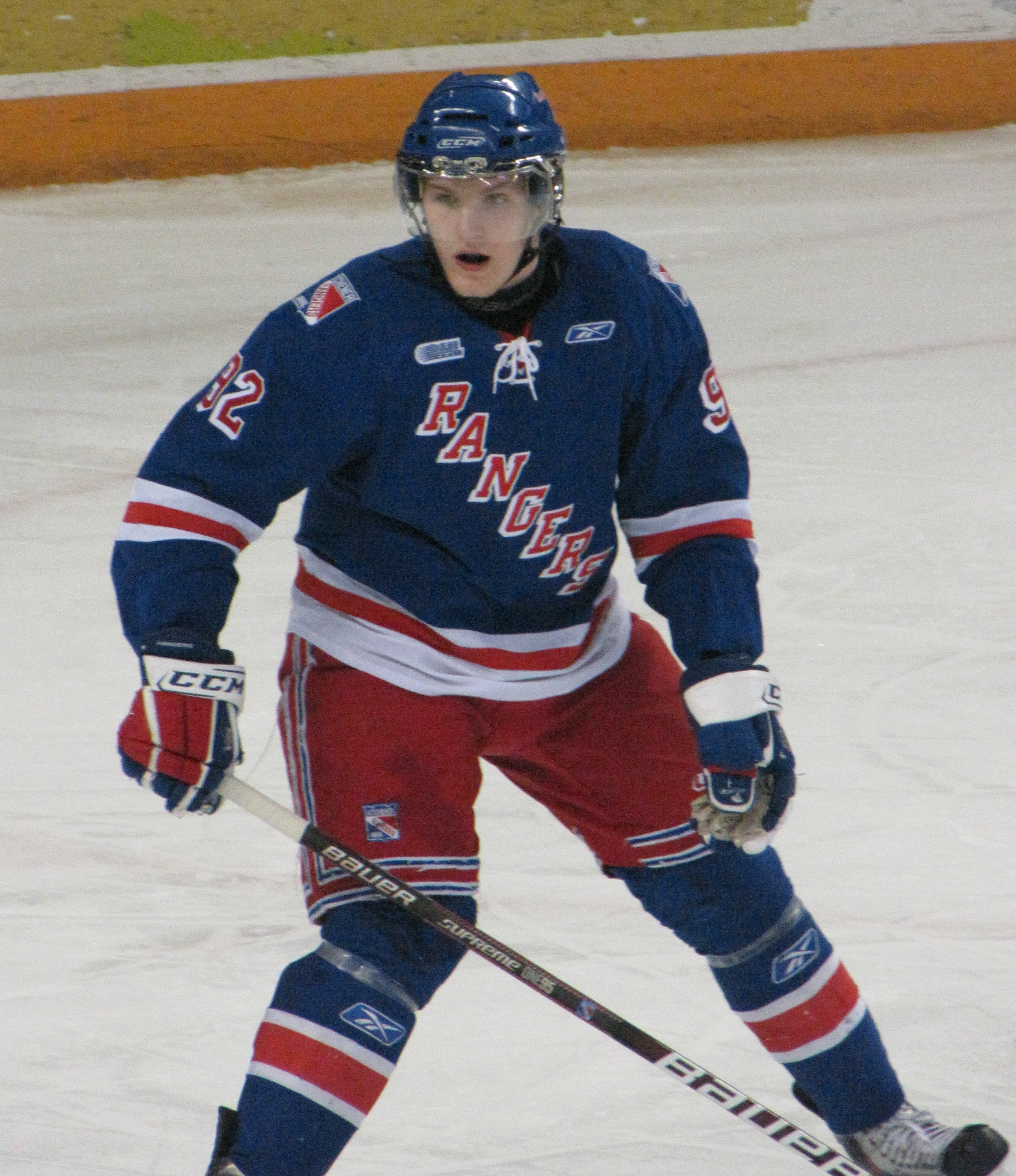
Landeskog im Trikot der Kitchener Rangers (2010).

Gabriel Landeskog spielte in seiner Juniorenzeit in der Eishockeyabteilung von Djurgårdens IF, Djurgården Hockey. Ab der Saison 2008/09 kam er dort regelmäßig in der Juniorenliga J20 SuperElit zum Einsatz. In derselben Spielzeit absolvierte er auch drei Partien für Djurgårdens Profiteam in Schwedens höchster Spielklasse, Elitserien, in denen er eine Torvorlage erzielte. Seinen ersten Einsatz hatte er im Alter von 16 Jahren und 90 Tagen, wodurch er Djurgårdens jüngster Spieler aller Zeiten wurde.
Beim CHL Import Draft 2009 wurde Landeskog von den Plymouth Whalers aus der Ontario Hockey League an dritter Gesamtposition ausgewählt. Der Spieler wollte jedoch nur für die Kitchener Rangers auflaufen, da er am meisten von deren Nachwuchsprogramm überzeugt war. Die Rangers drafteten ihrerseits Tomáš Tatar. Nachdem Landeskog erklärte, nicht für die Whalers spielen zu werden, sondern weiterhin für Djurgården aufs Eis zu gehen, arbeiteten beide OHL-Teams einen Transfer aus, bei dem die Draftrechte der beiden Spieler getauscht wurden. Zusätzlich erhielten die Whalers zwei Zweitrunden-Draftpicks.
Landeskog entschied sich daraufhin für einen Wechsel nach Nordamerika und absolvierte in seiner ersten Spielzeit mit den Kitchener Rangers 61 Spiele, in denen er 24 Tore und insgesamt 46 Punkte erzielte. In den folgenden Play-offs bezwang Kitchener die Saginaw Spirit und die London Knights, ehe die Rangers im Conference-Finale den Windsor Spitfires unterlagen. Landeskog erzielte in 20 Play-off-Partien 23 Punkte, mehr als jeder andere OHL-Rookie. Im Oktober 2010 wurde Landeskog zum ersten europäischen Mannschaftskapitän der Rangers ernannt. In der Saison 2010/11 erzielte der Stürmer 66 Punkte in 53 Spielen, in den Play-offs schied die Mannschaft in der ersten Runde gegen die Plymouth Whalers aus.

### NHL
Der Schwede wurde beim NHL Entry Draft 2011, einer jährlichen Veranstaltung, bei der sich Mannschaften der National Hockey League die Rechte an hoffnungsvollen Nachwuchsspielern sichern können, in der ersten Runde an insgesamt zweiter Position von der Colorado Avalanche ausgewählt. Am 28. Juli 2011 unterzeichnete Landeskog einen dreijährigen Einstiegsvertrag bei der Colorado Avalanche. Landeskog konnte sich in der Saisonvorbereitung sogleich für einen Stammplatz im NHL-Kader der Avalanche empfehlen. Am 8. Oktober 2011 absolvierte der Flügelstürmer sein erstes NHL-Spiel, zwei Spieltage darauf gelang ihm bei einer Partie der Avalanche gegen die Columbus Blue Jackets sein erstes NHL-Tor. Durch dieses Tor wurde er der jüngste Schwede der NHL-Historie, dem ein Torerfolg gelang.
Der Offensivakteur wurde im Februar 2012 zum NHL-Rookie des Monats ernannt, nachdem er in den zwölf Partien der Colorado Avalanche in diesem Monat sieben Tore und insgesamt 13 Scorerpunkte erzielen konnte. Gabriel Landeskog beendete seine Rookiesaison als drittbester Punktesammler der Avalanche; ligaweit waren seine 52 erzielten Scorerpunkte die Meisten unter allen Rookies. Der Schwede überzeugte in seiner Debütsaison in der National Hockey League auch durch sein defensives Spiel. So hatte er ligaweit unter allen Rookies den zweitbesten Plus/Minus-Wert (+20); teamintern lag er in dieser Kategorie unter allen Spielern auf dem ersten Platz. Abseits des Eises stachen seine Führungsqualitäten sowie seine physische und psychische Reife hervor. Für diese Leistungen wurde er im Anschluss an die Saison 2011/12 mit der Calder Memorial Trophy geehrt, die jährlich an den besten Rookie der National Hockey League vergeben wird.

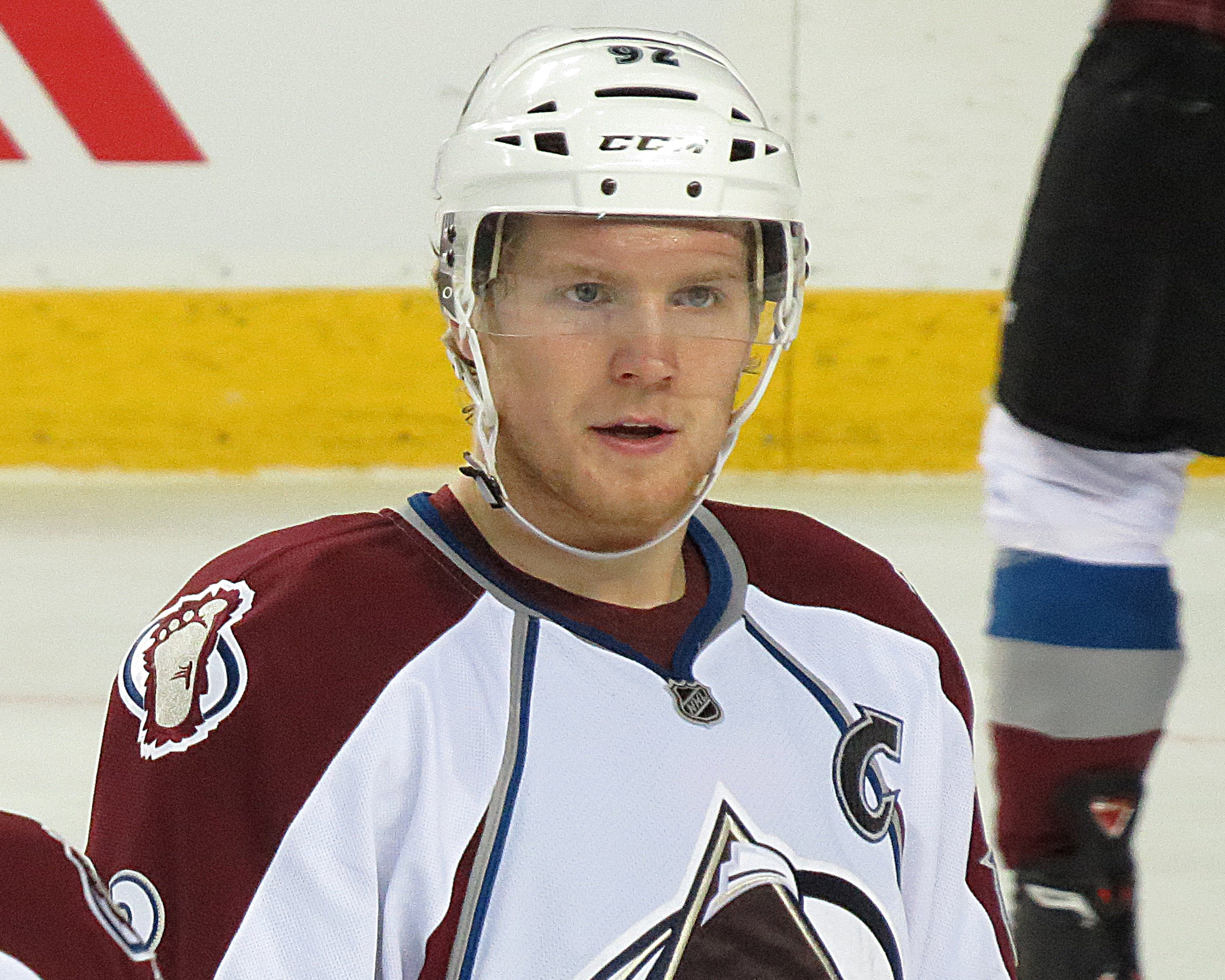
Landeskog als Mannschaftskapitän der Colorado Avalanche (2013)

Am 4. September 2012 wurde Gabriel Landeskog zum Mannschaftskapitän der Colorado Avalanche ernannt. Der Schwede war zum Zeitpunkt der Ernennung mit 19 Jahren und 286 Tagen jüngster Kapitän eines NHL-Franchises aller Zeiten – ein Rekord, den Connor McDavid im Oktober 2016 um 20 Tage brach. Einen Monat darauf unterschrieb Landeskog aufgrund des Lockouts vor Beginn der NHL-Saison 2012/13 einen auf zunächst zwei Monate beschränkten Vertrag bei Djurgårdens IF, der nicht verlängert wurde. Nachdem die NHL im Januar 2013 ihren Spielbetrieb wieder aufnahm, erlitt er am vierten Spieltag im Spiel gegen die San Jose Sharks nach einem Check von Brad Stuart ein Schädel-Hirn-Trauma und musste die folgenden 11 Partien vom Spielbetrieb aussetzen. Insgesamt absolvierte Landeskog in seiner zweiten NHL-Saison 36 Partien, dabei gelangen ihm 17 Scorerpunkte.
Vor Beginn der Spielzeit 2013/14 unterschrieb Landeskog einen neuen Siebenjahresvertrag, der bis 2021 Gültigkeit besitzt und mit 39 Millionen US-Dollar vergütet ist. In der Saison 2018/19 verzeichnete er mit 75 Scorerpunkten seinen bisherigen Karriere-Bestwert in der NHL und erreichte dabei zugleich erstmals die Marke von über einem Punkt pro Spiel. Im Juli 2021 erhielt er in der Folge einen neuen Achtjahresvertrag mit einem durchschnittlichen Jahresgehalt von sieben Millionen US-Dollar. In den Playoffs 2022 errang er mit dem Team den Stanley Cup und hatte daran mit 22 Punkten aus 20 Spielen maßgeblichen Anteil.
Nach dem Stanley-Cup-Gewinn unterzog sich Landeskog einem arthroskopischen Eingriff am Knie, wodurch er initial etwa drei Monate der Saison 2022/23 verpassen sollte, letztlich jedoch die gesamte Spielzeit verletzungsbedingt ausfiel. Im Mai 2023 wurde dann bekannt, dass eine Knorpeltransplantation am Knie durchgeführt werden muss, aufgrund derer er auch die gesamte Saison 2023/24 verpasste. Im Mai 2024 gab er allerdings bekannt, zur in der Spielzeit 2024/25 wieder für die Avalanche auflaufen zu wollen. In weiterer Folge bestritt er im April 2025 sein erstes professionelles Spiel seit Juni 2022, für die Colorado Eagles, das Farmteam der Avalanche aus der American Hockey League (AHL). Wenig später kam er auch bei der Avalanche zu seinem Comeback, in der ersten Runde der Stanley-Cup-Playoffs 2025.

### International
Gabriel Landeskog vertrat die schwedische Nationalmannschaft erstmals bei einem internationalen Turnier bei der U18-Junioren-Weltmeisterschaft 2009, wo das Team im Viertelfinale der russischen Auswahl unterlag. Landeskog kam in allen sechs Partien der Schweden zum Einsatz und erzielte dabei vier Tore. Der Spieler nahm auch an der U20-Junioren-Weltmeisterschaft 2011 teil, absolvierte auf Grund einer Knöchelverletzung jedoch nur ein Spiel, in dem er ein Tor und eine Torvorlage erzielte. Seinen ersten Einsatz in Schwedens Herrenauswahl hatte Landeskog bei der Weltmeisterschaft 2012, bei der er sogleich als Assistenzkapitän der Tre Kronor auflief und mit seiner Mannschaft im Viertelfinale der tschechischen Auswahl unterlag.
Bei der Weltmeisterschaft 2013 in Stockholm und Helsinki war er erneut Teil der Nationalmannschaft und gewann mit dieser nach einem Sieg im Finalspiel gegen die Schweizer Nationalmannschaft die Goldmedaille.
Des Weiteren vertrat er sein Heimatland beim World Cup of Hockey 2016 und erreichte dort mit dem Team den dritten Platz. Anschließend folgte der Gewinn einer weiteren Goldmedaille bei der Weltmeisterschaft 2017.

## Erfolge und Auszeichnungen
| - 2010 OHL First All-Rookie-Team - 2012 Teilnahme am NHL All-Star-Game SuperSkills Competition - 2012 NHL-Rookie des Monats Februar - 2012 Calder Memorial Trophy | - 2012 NHL All-Rookie-Team - 2019 Teilnahme am NHL All-Star Game - 2022 Stanley-Cup-Gewinn mit der Colorado Avalanche |

### International
- 2013 Goldmedaille bei der Weltmeisterschaft
- 2014 Silbermedaille bei den Olympischen Winterspielen
- 2016 Dritter Platz beim World Cup of Hockey
- 2017 Goldmedaille bei der Weltmeisterschaft

## Karrierestatistik
Stand: Ende der Saison 2024/25

### International
Vertrat Schweden bei:
| - U18-Junioren-Weltmeisterschaft 2009 - U20-Junioren-Weltmeisterschaft 2011 - Weltmeisterschaft 2012 - Weltmeisterschaft 2013 | - Olympischen Winterspielen 2014 - World Cup of Hockey 2016 - Weltmeisterschaft 2017 - Weltmeisterschaft 2019 |

(Legende zur Spielerstatistik: Sp oder GP = absolvierte Spiele; T oder G = erzielte Tore; V oder A = erzielte Assists; Pkt oder Pts = erzielte Scorerpunkte; SM oder PIM = erhaltene Strafminuten; +/− = Plus/Minus-Bilanz; PP = erzielte Überzahltore; SH = erzielte Unterzahltore; GW = erzielte Siegtore; 1 Play-downs/Relegation; Kursiv: Statistik nicht vollständig)